# Нисс-Гольдман, Нина Ильинична

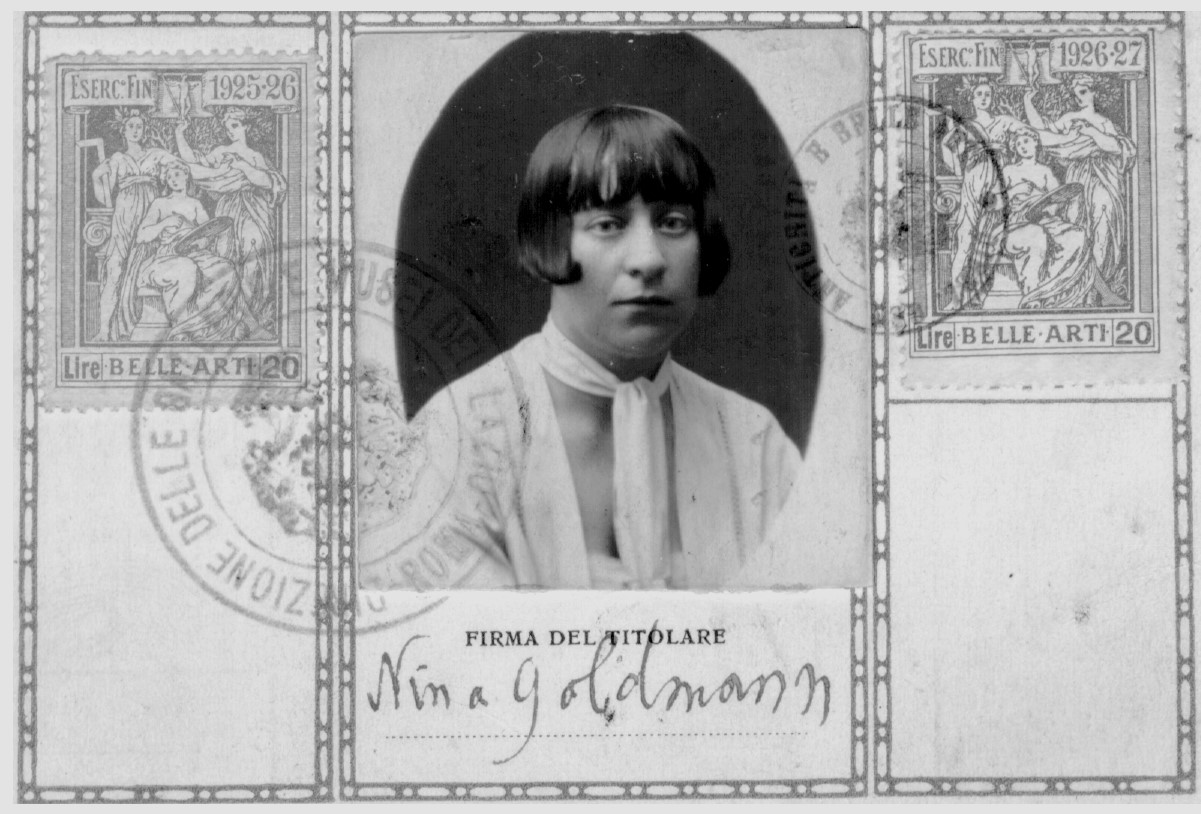
Нина Нисс-Гольдман, Римская академия изящных искусств, удостоверение. 1926

Ни́на Ильи́нична Нисс-Го́льдман (19 сентября [1 октября] 1892, Ростов-на-Дону — 30 января 1990, Москва) — советская художница и скульптор еврейского происхождения, педагог, один из членов-учредителей общества художников «4 искусства» (1924—1931, Москва), член Общества русских скульпторов (ОРС) (1925—1932, Москва), член МОССХа с момента его основания (1932), старейший член Союза художников СССР.

## Биография
Нина Ильинична Нисс-Гольдман родилась 19 сентября 1892 года в Ростове-на-Дону в семье врача Ильи Гилелевича Рындзюна.
С 14 лет начала обучение в Киевской скульптурной школе, но уже в возрасте 16 лет в 1909 году уезжает в Париж и поступает в знаменитую «Академи Рюсс». Там она знакомится с Александром Архипенко, Оскаром Мещаниновым, Амедео Модильяни, Ханой Орловой, Хаимом Сутиным, Осипом Цадкиным, Иосифом Чайковым и другими. С Модильяни, по её словам, они частенько ходили в соседнее кафе есть луковый суп. Испытала влияние О. Родена и А. Майоля. Экспонент выставок «Мира искусства» (1915—1917).
С 1920 года Нисс-Гольдман преподаёт во ВХУТЕМАСе (В 1926 году реорганизован во ВХУТЕИН), где получает звание Профессора.
В 1926 году Нина Ильинична по рекомендации Владимира Фаворского уезжает в 2-х летнюю командировку в Италию, где в течение двух лет посещает занятия в Римской академии изящных искусств.
В Московских, Всесоюзных и зарубежных выставках Нисс-Гольдман начинает участвовать с 1915 года. Её работы находятся во многочисленных музеях страны, в том числе в собрании русского авангарда 1920-х годов в Русском музее, Третьяковской галерее. Бюст поэта Валерия Брюсова (1924), который ей позировал незадолго до своей смерти, до сих пор экспонируется на выставках, посвящённых русскому искусству XX века.
Помимо скульптуры Нина Нисс-Гольдман с увлечением занималась живописью. Критики высоко ценят выполненные маслом на холсте её великолепные натюрморты, многие из которых находятся в частных коллекциях в России, Италии и Германии. В 2020 году Третьяковская галерея приняла в дар от Sovart Gallery автопортрет Нины Нисс-Гольдман (холст, масло, 70х64 см).
Умерла в Москве, похоронена на Преображенском кладбище.

## Избранные работы
Нисс-Гольдман создала множество портретов своих современников. Ей, в частности, позировали
- Александр Белобородов
- Валерий Брюсов
- Дуся Виноградова
- Джованни Джерманетто
- Константин Паустовский
- Александр Солженицин

В музеях также находятся портреты
- Якова Свердлова
- Николая Гастелло
- Антуана де Сент-Экзюпери
- Андрея Платонова

В Москве установлено около десятка её памятных скульптур и мемориальных досок: Льву Толстому, Рахманинову, Боткину, Остужеву, Телешову.

## Цитаты
- Александра Шатских:

…скульптор Нина Нисс-Гольдман, жившая в Париже в 1910—1915 гг. и общавшаяся с Эли Надельманом, Ханой Орловой, в своих пластических экспериментах была близка Александру Архипенко и Жаку Липшицу. Её статуи и изваяния … отличались пластической мощью, не дававшей никаких оснований дискриминировать их как «женские» работы.

## Из воспоминаний современников

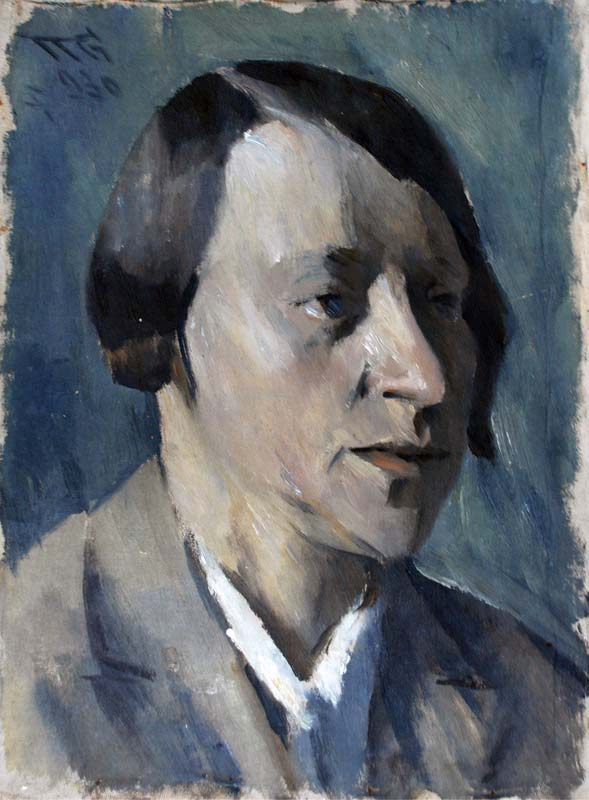
Портрет скульптора Нины Нисс-Гольдман.
Работа художника Владимира Гринберга. Холст, масло, 1930.
Ростовский областной музей изобразительных искусств

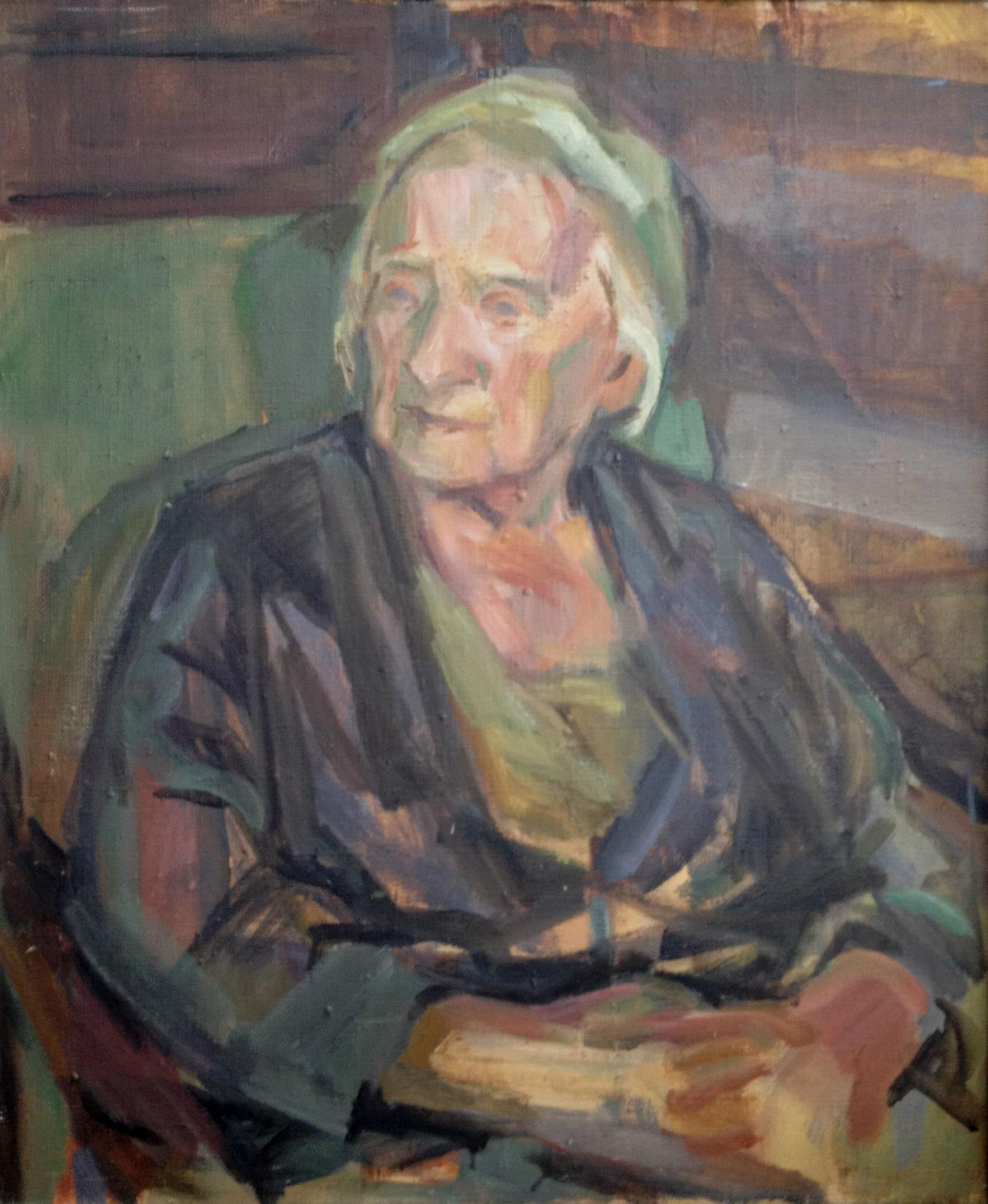
Портрет скульптора Нины Нисс-Гольдман.
Работа художника Александра Ибрагимова. Холст, масло, 1988.

- А.Бурганов: «… К ней притягивает то, что она, наверное, единственный живой мост между нами и великими художниками прошлого. Когда вы наклоняетесь, чтобы поздороваться с Ниной Ильиничной, то чуть не сталкиваетесь лбом с великим Модильяни, который тоже именно в этот момент нагнулся, чтобы поцеловать свою подружку. Трудно поверить, что Модильяни, Бурдель, Майоль, Блок, Брюсов были живыми людьми. Для всех нас это картины, скульптуры, книги. Нина Ильинична просто и естественно передаёт нам теплоту рукопожатия своих великих современников в наш сегодняшний день. Это прикосновение есть чудо. Оно даёт нам живое ощущение истории. Мы начинаем верить в самих себя»[8].
- Т.Хвостенко: «… Скончавшаяся в 1990 г в возрасте 98 лет Нина Ильинична Нисс-Гольдман поражала воображение постоянно окружавшей её молодёжи рассказами о необычайных подробностях своей скульптурной карьеры. Она училась в 1908 г в Париже в знаменитой академии РЮСС среди богемной русской интеллигенции, лично знала Бурделя и Боннара, была приятельницей Модильяни, а также прославленных позднее Садкина, Архипенко и других. Обожала русскую поэзию и была собеседницей Клюева, Хлебникова, Бальмонта, Есенина, Цветаевой, разумеется, Ахматовой, а также и подруги Блока — Надежды Павлович, и успела лично слышать Блока, Вячеслава Иванова, Маяковского, Мандельштама. Создала бесчисленное количество портретов различных своих современников и гордилась, что Москву украшает около десятка её памятных скульптур и мемориальных досок: Льву Толстому, Рахманинову, Боткину, Остужеву, Телешову и другим»[9].
- Надежда Удальцова: «…1950, 1 января. Два часа дня. Я пришла от Н [Нисс-Гольдман], где встречала Новый год. И появилось то, что я чувствовала, когда я хотела писать Шегалю, утвердилось. Будь что будет, но я снова художник милостью божьей. Все мое собралось и пошло. Мне лишь холст надо. Семья, меня окружают люди, которых я буду писать.

Я вырвалась из душных больничных стен моей комнаты и вернулась в свою мастерскую. Были ошибки, и одно то, что я ослабела духом, что спала моя злая воля. Ну работать. Я поняла еще раз, что давно знала, что Н И так вошла в мою жизнь художника. Её оптимизм в искусстве, её утверждение творческой воли, мне такая поддержка, больше — это часть какой-то внутренней силы, которая в эти годы так ослабела у меня».
- А.Поверин: «… Этот рассказ я услышал от Нины Ильиничны Нисс-Гольдман — выдающегося советского скульптора, и, наверное, поэтому он показался мне словно высеченным из камня. Мастерская Нины Ильиничны находилась на Верхней Масловке. Тогда там жили и работали многие известные советские скульпторы. Вообще люди, с которыми мне посчастливилось в то время общаться, были удивительные. Одна Нина Ильинична чего стоила. Она училась в Париже. Общалась с Бурделем, Деспио и Пикассо. Дружила с Модильяни и Цадкиным. В России сорок с лишним лет преподавала во ВХУТЕМАСе и ВХУТЕИНе. Очень многие выдающиеся советские скульпторы прошли через её руки. Она лепила с натуры Клюева, Брюсова и Платонова. Дружила с Маяковским, Мухиной и Бруни и т. д., и т. д.»[11]
- Валентина Мордерер: «…Совсем другой тип богемной интеллигентности являла часто приходившая в этот дом[12] по вечерам скульптор Нина Ильинична Нисс-Гольдман. Ходить ей было тяжко из-за возраста и болезней, но жила она на Мясницкой совсем неподалёку и была слишком охоча до новых книг и впечатлений. Немногословная, философическая и ехидная Нисс, к счастью, и помыслить не могла, какая её ждёт посмертная слава. Сначала её сделала героиней своей повести „На Верхней Масловке“ Дина Рубина[13], а затем и вовсе она превратилась в знаменитость после выхода на экраны в 2005 году одноимённого кинофильма, где в главных ролях снимались Алиса Фрейндлих и Евгений Миронов[14]. Так что земная слава не только проходит, но иногда и сваливается ниоткуда. Нина Ильинична была преисполнена чувства собственного достоинства, цену себе знала и ни в коей мере не гналась ни за дешёвой, ни за дорогой популярностью. Но получила её сполна»[15].

## Выставки
Общее число выставок и экспозиций, в которых принимала участие скульптор Н.Нисс-Гольдман не поддаётся учёту.
- 1924 г. Москва: 26-я ВЫСТАВКА МОСКОВСКОГО ТОВАРИЩЕСТВА ХУДОЖНИКОВ
- 1925 г. Москва: ВЫСТАВКА ХУДОЖНИКОВ «4 ИСКУССТВА»
- 1926 г. Москва: ВЫСТАВКА ЖИВОПИСИ, ГРАФИКИ, СКУЛЬПТУРЫ, АРХИТЕКТУРЫ ОБЩЕСТВА ХУДОЖНИКОВ «4 ИСКУССТВА»
- 1927 г. Москва: 2-я ВЫСТАВКА СКУЛЬПТУРЫ ОБЩЕСТВА РУССКИХ СКУЛЬПТОРОВ (ОРС)
- 1929 г. Москва: 3-я ВЫСТАВКА СКУЛЬПТУРЫ ОБЩЕСТВА РУССКИХ СКУЛЬПТОРОВ (ОРС)
- 1933 г. Москва: ВЫСТАВКА "ХУДОЖНИКИ РСФСР ЗА XV ЛЕТ(1917—1932). Скульптура
- 1934 г. Москва: ОТЧЁТНАЯ ВЫСТАВКА ПРОИЗВЕДЕНИЙ ХУДОЖНИКОВ,КОМАНДИРОВАННЫХ СОВНАРКОМОМ РСФСР, НАРКОМПРОСОМ, «ВСЕКОХУДОЖНИКОМ» И МОССХ ПО СССР В 1933 ГОДУ
- 1937 г. Выставки за границей: МЕЖДУНАРОДНАЯ ВЫСТАВКА «ИСКУССТВО И ТЕХНИКА В СОВРЕМЕННОЙ ЖИЗНИ»
- 1937 г. Москва: ВЫСТАВКА МОСКОВСКИХ СКУЛЬПТОРОВ
- 1939 г. Москва: ВСЕСОЮЗНАЯ ВЫСТАВКА МОЛОДЫХ ХУДОЖНИКОВ, ПОСВЯЩЁННАЯ ДВАДЦАТИЛЕТИЮ ВЛКСМ
- 1940 г. Белорусская ССР: СОВЕТСКОЕ ИЗОБРАЗИТЕЛЬНОЕ ИСКУССТВО. ПЕРЕДВИЖНАЯ ВЫСТАВКА В ЗАПАДНЫХ ОБЛАСТЯХ БССР
- 1940 г. Москва: ВЫСТАВКА СКУЛЬПТУРЫ МОСКОВСКОГО СОЮЗА СОВЕТСКИХ ХУДОЖНИКОВ
- 1945 г. Авт. Респ., края и области РСФСР: ВЫСТАВКА ХУДОЖЕСТВЕННЫХ ПРОИЗВЕДЕНИЙ К КОНФЕРЕНЦИИ АКАДЕМИИ НАУК СССР ПО ИЗУЧЕНИЮ ПРОИЗВОДИТЕЛЬНЫХ СИЛ МОЛОТОВСКОИ ОБЛАСТИ
- 1946 г. Москва: ВСЕСОЮЗНАЯ ХУДОЖЕСТВЕННАЯ ВЫСТАВКА
- 1955 г. Москва: 50 ЛЕТ ПЕРВОЙ РУССКОЙ РЕВОЛЮЦИИ
- 1955 г. Москва: ВЫСТАВКА ЖИВОПИСИ, СКУЛЬПТУРЫ, ГРАФИКИ И РАБОТ ХУДОЖНИКОВ ТЕАТРА И КИНО МОСКВЫ И ЛЕНИНГРАДА
- 1957 г. Москва: ВСЕСОЮЗНАЯ ХУДОЖЕСТВЕННАЯ ВЫСТАВКА, ПОСВЯЩЁННАЯ 40-ЛЕТИЮ ВЕЛИКОЙ ОКТЯБРЬСКОЙ СОЦИАЛИСТИЧЕСКОЙ РЕВОЛЮЦИИ
- 1957 г. Москва: ВЫСТАВКА ЖИВОПИСИ, СКУЛЬПТУРЫ, ГРАФИКИ К ПЕРВОМУ ВСЕСОЮЗНОМУ СЪЕЗДУ СОВЕТСКИХ ХУДОЖНИКОВ
- 1958 г. Москва: ВСЕСОЮЗНАЯ ХУДОЖЕСТВЕННАЯ ВЫСТАВКА «40 ЛЕТ ВЛКСМ»

## Семья
- Отец — Илья Гилелевич Рындзюн, выпускник Императорской военно-медицинской академии, известный в конце XIX века в России врач, специалист по водной терапии. Основал в Ростове-на Дону одну из первых в России водолечебниц. Автор учебника «Основы водолечения и светолечения»[16].
- Мать — Матильда Борисовна Рындзюн, урождённая Райвич.
- Муж — Александр Гольдман, математик.
- Брат — Владимир Ильич Рындзюн(1897—1953) — писатель, публицист, журналист, известный под псевдонимом А. Ветлугин; автор произведений «Авантюристы гражданской войны», «Третья Россия», был секретарём и переводчиком А. Дункан и С. Есенина, работал с А. Толстым. В эмиграции после революции.
- Дочь — Нисс Александровна Пекарева (урож. Гольдман) (1913—1984), архитектор, автор многочисленных статей и монографий по истории и теории архитектуры, в том числе «И. А. Фомин» (1953), «Новая Каховка» (1958), «Московский Метрополитен» (1958), «Электросталь» (1962), «Кремлёвский дворец съездов» (фотоальбом, 1965—1978, ряд переизданий), «М. В. Посохин: народный архитектор СССР» (1985) и др. Член Союза Архитекторов СССР.
- Зять — Александр Васильевич Пекарев (1905—1978) — архитектор, скульптор. Член Союза Архитекторов СССР. Член Союза художников СССР. Главный скульптор ВДНХ.
- Внук — Денис (1938), окончил ЛИСИ. Работал мастером на строительстве металлургического комбината «Североникель» (г. Мончегорск). C 1973 живёт в Риме. Работал в Ватикане на «Радио Ватикана» (1974—1977), в Русской службе Би-би-си в Лондоне (1978—1981), на «Радио Свобода» в Мюнхене (1985—1995)[17][18].
- Племянница — Галина Давыдовна Тягай (1922—2006) — востоковед, специалист по истории Кореи и проблемам национально-освободительного движения в странах Азии. Доктор исторических наук.

## Упоминания
- «Дом на Масловке» — документальный фильм режиссёра Сергея Логинова (1990).
- «На Верхней Масловке» — повесть Дины Рубиной. Действие повести происходит в Городке художников. Прототипом «старухи» послужила Нина Ильинична Нисс-Гольдман, занимавшая мастерскую 11 в доме 1[13].

Незадолго до выхода одноимённого фильма на экраны журналист Мария Терещенко в одном из интервью спросила Дину Рубину:

Повесть "На Верхней Масловке", имеет ли она какой-то реальный бэкграунд, а персонажи — прототипов? И связано ли в Вашей жизни что-то конкретно с Верхней Масловкой и с домом художников? Ведь именно там происходит действие?
Дина Рубина:

— Где же ещё, — именно там, в замечательном этом старом доме на Верхней Масловке, которому давно пора бы присвоить значение памятника национальной истории искусства, так как в нём жили и работали столько выдающихся художников и скульпторов, что рука устанет список писать! 
Жила там и потрясающая Нина Ильинична Нисс-Гольдман, прототип моей Старухи, личность выдающаяся…Конечно, в повести не буквально она и история вокруг неё, но навеяно всё её личностью, юмором, мощью её характера, силой таланта к жизни…
- «На Верхней Масловке» — фильм 2005 года по одноимённой повести Дины Рубиной, в ролях Алиса Фрейндлих и Евгений Миронов[14]. Снимался непосредственно в интерьерах Городка художников[13].
- «Четыре искусства» — художественное объединение, существовавшее в Москве и в Ленинграде в 1924—1931 годах.
- «Городок художников» — архитектурный комплекс по ул. Верхняя Масловка в Москве.
- «Список художников Серебряного века» — включает живописцев, графиков и скульпторов, работавших в 1900—1930-е годы в России и входивших в различные художественные группировки и объединения.
- Скульптор Г. Шульц — портрет Н. Нисс-Гольдман (гипс, 1969).
- Сульптор Лев Матюшин — портрет Н. Нисс-Гольдман (бронза, 1997).
- «Вечера на Масловке близ Динамо». — ISBN 5-94299-021-2. — двухтомник с воспоминаниями художника и реставратора Татьяны Васильевны Хвостенко, Олимпия Press, Москва 2003.
- Н. И. Нисс-Гольдман на сайте «Масловка. Городок художников»[19].
- 10000 лучших художников мира (XVIII—XXI вв.)[20].
- «Jewish Women in the Russian Avant-Garde» Архивная копия от 3 апреля 2016 на Wayback Machine
- «Jews in the Russian Avant-Garde: A National Art?» Архивная копия от 1 апреля 2016 на Wayback Machine